# Halálozások 1967-ben
Ez a szócikk az 1967-es évben elhunyt nevezetes személyeket sorolja fel.

## December
| Dátum        | Név                       | Foglalkozás / tisztség                                                | Kor | Forrás |
| ------------ | ------------------------- | --------------------------------------------------------------------- | --- | ------ |
| december 10. | Otis Redding              | amerikai soul- és R&B énekes, dalszerző                               | 026 |        |
| december 8.  | Robert Henry Lawrence Jr. | az Amerikai Légierő őrnagya, az első színes bőrű űrhajós              | 032 |        |
| december 6.  | Schick Béla               | gyermekorvos, a modern allergológia és immunológia egyik megalapítója | 090 |        |
| december 5.  | Harmos Ilona              | színésznő, írónő, Kosztolányi Dezső felesége                          | 082 |        |

## November
| Dátum        | Név            | Foglalkozás / tisztség                                     | Kor | Forrás |
| ------------ | -------------- | ---------------------------------------------------------- | --- | ------ |
| november 29. | Münnich Ferenc | jogász, kommunista politikus, miniszterelnök, NKVD-ezredes | 081 |        |
| november 25. | Ossip Zadkine  | fehérorosz származású francia szobrász                     | 077 |        |

## Október
| Dátum       | Név            | Foglalkozás / tisztség                                                           | Kor | Forrás |
| ----------- | -------------- | -------------------------------------------------------------------------------- | --- | ------ |
| október 17. | Pu Ji          | kínai császár                                                                    | 061 |        |
| október 9.  | Che Guevara    | argentin-kubai orvos, kommunista politikus, forradalmár, gerillavezér, miniszter | 039 |        |
| október 9.  | André Maurois  | francia író                                                                      | 082 |        |
| október 8.  | Clement Attlee | angol munkáspárti politikus, miniszterelnök (1945–1951)                          | 084 |        |
| október 3.  | Woody Guthrie  | amerikai énekes-dalszerző                                                        | 055 |        |

## Szeptember
| Dátum          | Név               | Foglalkozás / tisztség           | Kor | Forrás |
| -------------- | ----------------- | -------------------------------- | --- | ------ |
| szeptember 29. | Carson McCullers  | amerikai írónő, költő            | 050 |        |
| szeptember 27. | Feliksz Juszupov  | orosz nemes, Raszputyin gyilkosa | 080 |        |
| szeptember 1.  | James Dunn        | Oscar-díjas amerikai színész     | 065 |        |
| szeptember 1.  | Siegfried Sassoon | angol költő, író                 | 080 |        |

## Augusztus
| Dátum         | Név             | Foglalkozás / tisztség                                                      | Kor | Forrás |
| ------------- | --------------- | --------------------------------------------------------------------------- | --- | ------ |
| augusztus 27. | Brian Epstein   | angol üzletember, a Beatles menedzsere                                      | 032 |        |
| augusztus 25. | Paul Muni       | Oscar-díjas amerikai színész                                                | 071 |        |
| augusztus 24. | Henry J. Kaiser | amerikai építőipari mágnás, hajó- és gátépítő (Liberty osztály, Hoover-gát) | 085 |        |

## Július
| Dátum      | Név            | Foglalkozás / tisztség                                                   | Kor | Forrás |
| ---------- | -------------- | ------------------------------------------------------------------------ | --- | ------ |
| július 30. | Alfried Krupp  | német hadiiparos, olimpikon vitorlázó, náci háborús bűnös                | 059 |        |
| július 26. | Füst Milán     | Kossuth- és háromszoros Baumgarten-díjas író, költő, drámaíró, esztéta   | 079 |        |
| július 22. | Kassák Lajos   | Kossuth-díjas író, költő, műfordító, képzőművész                         | 080 |        |
| július 21. | Basil Rathbone | brit színész (Sherlock Holmes)                                           | 075 |        |
| július 17. | John Coltrane  | amerikai dzsessz-szaxofonos, zeneszerző                                  | 040 |        |
| július 8.  | Vivien Leigh   | kétszeres Oscar-díjas angol színésznő (Elfújta a szél, A vágy villamosa) | 053 |        |

## Június
| Dátum      | Név             | Foglalkozás / tisztség                      | Kor | Forrás |
| ---------- | --------------- | ------------------------------------------- | --- | ------ |
| június 29. | Jayne Mansfield | amerikai színésznő, playmate, szexszimbólum | 034 |        |
| június 11. | Wolfgang Köhler | német származású amerikai pszichológus      | 080 |        |
| június 10. | Spencer Tracy   | kétszeres Oscar-díjas amerikai színész      | 067 |        |
| június 7.  | Dorothy Parker  | amerikai írónő, költő, kritikus             | 073 |        |

## Május
| Dátum     | Név                 | Foglalkozás / tisztség                             | Kor | Forrás |
| --------- | ------------------- | -------------------------------------------------- | --- | ------ |
| május 29. | Georg Wilhelm Pabst | osztrák filmrendező                                | 081 |        |
| május 22. | Langston Hughes     | amerikai költő, író, újságíró, drámaíró, esszéista | 065 |        |
| május 21. | Lakatos Géza        | honvéd vezérezredes, miniszterelnök (1944)         | 077 |        |
| május 10. | Lorenzo Bandini     | olasz autóversenyző, Formula–1-es pilóta           | 031 |        |

## Április
| Dátum       | Név               | Foglalkozás / tisztség                             | Kor | Forrás |
| ----------- | ----------------- | -------------------------------------------------- | --- | ------ |
| április 24. | Vlagyimir Komarov | szovjet-orosz pilóta, űrhajós, mérnök, tudós       | 040 |        |
| április 19. | Konrad Adenauer   | német politikus, nyugatnémet kancellár (1949–1963) | 091 |        |
| április 15. | Totò              | olasz színész, költő, forgatókönyvíró              | 069 |        |

## Március
| Dátum       | Név                  | Foglalkozás / tisztség                                                   | Kor | Forrás |
| ----------- | -------------------- | ------------------------------------------------------------------------ | --- | ------ |
| március 31. | Rogyion Malinovszkij | orosz-szovjet katonatiszt, a Szovjetunió marsallja és védelmi minisztere | 068 |        |
| március 6.  | Kodály Zoltán        | Kossuth-díjas zeneszerző, zenetudós, zeneoktató, népzenekutató           | 084 |        |
| március 5.  | Mohammad Moszaddeg   | iráni politikus, miniszterelnök (1951–1953), szerző                      | 084 |        |

## Február
| Dátum       | Név                | Foglalkozás / tisztség                                 | Kor | Forrás |
| ----------- | ------------------ | ------------------------------------------------------ | --- | ------ |
| február 21. | Gustav Vilbaste    | észt botanikus                                         | 081 |        |
| február 18. | Robert Oppenheimer | amerikai elméleti fizikus, a Manhattan terv igazgatója | 062 |        |

## Január
| Dátum      | Név            | Foglalkozás / tisztség                                                      | Kor | Forrás                                                      |
| ---------- | -------------- | --------------------------------------------------------------------------- | --- | ----------------------------------------------------------- |
| január 27. | Roger Chaffee  | amerikai pilóta, űrhajós                                                    | 031 | Archiválva 2020. január 27-i dátummal a Wayback Machine-ben |
| január 27. | Virgil Grissom | amerikai pilóta, űrhajós                                                    | 040 | Archiválva 2020. január 27-i dátummal a Wayback Machine-ben |
| január 27. | Edward White   | amerikai űrhajós                                                            | 036 | Archiválva 2020. január 27-i dátummal a Wayback Machine-ben |
| január 14. | Kállay Miklós  | politikus, külügy- és földművelésügyi miniszter, miniszterelnök (1942–1944) | 079 |                                                             |
| január 3.  | Jack Ruby      | amerikai bártulajdonos, Lee Harvey Oswald gyilkosa                          | 055 |                                                             |